# 진도7
진도7(일본어: 震度7 신도나나[*])은 지진에 의한 흔들림인 진도 중 하나로 10단계로 나눠진 일본 기상청 진도 계급에서 가장 높은 계급이다. 1949년 처음 도입시엔 격진(일본어: 激震 게키신[*])이라 불렀으나 1996년 진도 계급 개정으로 격진이라는 표현은 폐지되었다.
일본 기상청에서는 진도7을 "서 있을 수 없고, 무엇인가에 붙잡혀 있지 않으면 움직일 수 없다. 흔들림이 너무 심해서 움직이지 못하고 날라가는 경우도 있다."라고 설명하고 있다. 일반적으로 진도7은 지하 단층이 바로 밑에 있는 평지나 분지 지형에서 나올 수 있으며 산지에서는 거의 볼 수 없다. 하지만 진원 단층의 깊이가 20km 이상일 경우 평지에서도 진도7을 관측하기는 어렵다. 진원 부근에서 진동이 큰 방향은 주향단층이 움직이는 방향인 경우가 많다. 또한 지진의 수직 가속도가 중력 가속도를 넘는 경우는 규모 M7 이상의 지진에서 제한적으로 볼 수 있다.

## 도입
진도7은 1949년 1월에 '기상청 진도 계급' 개정으로 신설된 계급이다. 1948년 후쿠이 지진에서 피해 규모가 당시 기준 진도6으로는 매우 큰 피해가 나오면서 상위 계급 신설 요구가 나오면서 신설되었다. 당시 진도7은 다음과 같이 정의되었다.
격진. 가옥 붕괴가 30% 이상이며 산이 무너지고 땅이 갈라진다. 단층이 눈에 띄게 일어난다.
하지만 이 정의는 '붕괴'나 '파괴'의 정의가 애매모호하고 일본에서 주로 이용하는 목조 주택의 내진 정도가 시간에 따라 변하면서 이에 따라 진도를 단순 비교할 수 없다는 문제 등이 일어났다.
1995년에 일어난 효고현 남부 지진(한신 아와지 대지진)는 진도7이 처음으로 적용된 지진이었다. 처음 기상청 '지진 정보'에서는 진도6으로 나왔으나 당시 규정에 따라 현지 조사를 한 결과 아와지섬 북부에서 한신 일부에 이르는 지역에 '주택 붕괴가 30% 이상'에 이른다는 기준을 넘어 진도7이 적용되었다. 진도7이 처음 적용된 건 지진 3일 뒤인 1월 20일이며 상세 조사를 통해 진도7인 지역의 분포도를 그려 발표한 때는 한달 뒤인 2월 7일이었다. 이 당시엔 지진계에서 진도7급의 진동이 있음을 확인했어도 기상청 관계자가 파견되어 주변 피해 상황을 조사하기 전까진 진도7을 발표하지 않는 구조였다.

## 현대의 진도7
| 진도 | 계측진도          |
| ---- | ----------------- |
| 0    | 0.5 미만          |
| 1    | 0.5 이상 1.5 미만 |
| 2    | 1.5 이상 2.5 미만 |
| 3    | 2.5 이상 3.5 미만 |
| 4    | 3.5 이상 4.5 미만 |
| 5약  | 4.5 이상 5.0 미만 |
| 5강  | 5.0 이상 5.5 미만 |
| 6약  | 5.5 이상 6.0 미만 |
| 6강  | 6.0 이상 6.5 미만 |
| 7    | 6.5 이상          |

효고현 남부 지진에서 진도7을 배정받는데 현지 조사를 나서야 해서 시간이 매우 오래 걸려 재해 대응이 지연되었다는 비판이 나오자, 다시 개정을 거쳐 1996년부턴 모든 진도는 계측진도에 따라 판정되는 것으로 바뀌었다. 효고현 남부 지진에서 현지 조사로 진도7을 받은 지역에 대해 지진 가속도 파형 분석을 한 결과 이 지역의 계측진도는 약 6.5로, 계측진도 6.5 이상을 진도7이라 재정의해서 이 지역은 진도7로 계속 유지되었다.
당시 지진 피해가 제일 컸던 효고현 아시야시, 니시노미야시, 이타미시, 다카라즈카시 등 한신 지역 도시는 계측진도계가 설치되어 있지 않았고 추정 진도 또한 모른다는 문제가 일어나 기존에 기상관측용, 쓰나미 조기탐지용 등 제한적으로만 설치되었던 지진계를 기상청 600개소, 일본 방재과학기술연구소 800개소, 지방자치단체 2,800개소 등 총 4,200개소 정도로 대폭 늘려 지진정보에 반영하기로 하였다.
이후 2004년 니가타현 주에쓰 지진에서 지진 직후 정전으로 데이터를 보내지 못했다가 나중에 회수한 지진계에서 처음 진도7을 계측하였고, 2011년 도호쿠 지방 태평양 해역 지진(동일본대진재)와 2016년 구마모토 지진에서는 진도 속보 발표 시점에서 진도7을 관측하였다. 2024년 기준 계측진도가 제일 높았던 때는 2016년 4월 16일에 일어난 구마모토 지진 본진 당시 구마모토현 마시키정에서 관측한 계측진도 6.7(6.78)이다.
진도7을 받을 수 있는 하한 기준인 계측진도 6.5는 주기마다 조건이 다른데, 주기 1초인 경우 600gal 이상, 주기 0.1초인 경우 2,700gal 이상의 가속도가 지속적으로 나와야 한다. 얼마나 흔들림이 심하든 계측진도가 6.5가 넘는 순간 진도7로 판정된다.
1996년에 진도 계급이 개정되기 이전에 검토위원회에서는 계측진도 7.0의 분할 및 계측진도 7.5 이상을 진도8로 하자는 의견도 검토하였으나 진도7 이상에서는 방재 대응의 구분이 무의미하며 계측진도가 7.0 이상을 관측한 예가 한 번도 없었다는 점 등으로 진도8의 도입은 보류되었다.
| 진도 | 실내 | 실외 | 건축물                                                                      | 설비 및 인프라 | 지형                                                                                               |
| ---- | --- | --- | --------------------------------------------------------------------------- | --- | -------------------------------------------------------------------------------------------------- |
| 7    | 낙하물이나 흔들림에 완전히 떠밀려 버리며 자기 생각대로 몸을 움직일 수 없다. 대부분의 가구가 흔들림에 따라 이동한다. TV 등 가전제품 중에서도 수 kg 정도의 무거운 물건이 튀어나갈 수 있다. | 비석이 무게 수십 kg에 해당하는 상앗돌 부분이 넘어진다. 가는 나무나 고목들이 뿌리부터 부러지는 경우가 있다. 대부분의 건물에서 외벽 타일이 떨어지며 유리창이 깨져 지상으로 떨어진다. | 내진성이 높은 주택이나 건축물도 기울어지거나 크게 파괴되는 경우가 발생한다. | 전기, 가스, 수도 등의 주요 인프라 공급이 중단된다. 많은 도로의 포장이 벗겨저 통행이 어려워진다. 철도나 고속도로 같은 광역 교통 시설이 파괴된다. 도시 기능이 소멸하여 주변 지역과 고립된다. | 땅이 크게 갈라진다. 산사태나 심하게는 산악 붕괴가 발생한다. 지표가 융기, 침강하여 지형이 변형된다. |

## 가옥 붕괴율과 진도
1923년 간토 대지진, 1948년 후쿠이 지진, 1952년 도카치 해역 지진에서 일어난 묘비의 붕괴 현상과 목조 건축물의 피해율을 검토한 결과, 이들 3가지 지진은 평균적으로 보면 같은 진도로 목조 건축물은 상당한 전체 붕괴율을 발생시켰음이 판명되었다. 또한 가옥의 전체 붕괴율과 사망자 수의 관계는 1891년 미노-오와리 지진과 1948년 후쿠이 지진에서는 크게 변하지 않았으며, 적어도 미노-오와리 지진에서 후쿠이 지진에 이르는 동일한 진도에서의 가옥의 전체 붕괴율은 크게 변하지 않았다는 연구 결과가 있다.
1894년 쇼나이 지진 피해 주택의 부흥 가옥 구조에 대한 지침으로서 1914년에 지진 재해 예방 조사회가 《목조 내진 가옥 구조 요령》을 제정했지만 적용 범위는 일본의 6대 도시에 한정되어 있었다. 또한 제2차 세계 대전이 격화되면서 1943년부터 1947년까지 이 규정의 적용은 한시적으로 중단되었다. 사실상 1950년에 일본에서 《건축기준법》 시행령이 제정되기 이전까지 일본 대부분의 목조 가옥은 내진 구조 규정을 적용받지 않은 것으로 판단하고 있다. 그 후 내진 기준은 1981년에 재검토되었고 진도7(격진)이 처음 적용된 1995년 효고현 남부 지진 당시에는 목조 가옥의 내진성이 1948년 후쿠이 지진 당시와는 달랐는데, 1948년 후쿠이 지진의 가옥 붕괴율 30% 이상의 영역은 효고현 남부 지진의 가옥 붕괴율 10% 이상의 영역에 해당한다는 견적이 있다. 1948년 후쿠이 지진의 가옥 피해 범위는 효고현 남부 지진보다 훨씬 넓은 것이었지만, 강한 진동을 고려하면 두 지진 모두 계측 진도7에 상당할 것으로 추정되는 영역은 제한적이다.
또한 2011년 도호쿠 지방 태평양 해역 지진 당시 진도7을 관측한 미야기현 구리하라시 쓰키다테(築館)의 최대 가속도는 2,700 gal로 1995년 효고현 남부 지진 당시 효고현 고베시 후키아이(葺合)에서 관측된 가속도인 802 gal보다 큰 값이었음에도 불구하고 주변의 가옥붕괴율은 쓰키다테는 0%인데 반해 효고현 남부 지진의 후키아이는 35.0%로 높았다. 이는 도호쿠 지방 태평양 해역 지진에서 가속도가 큰 성분이 주기 0.5초 미만의 짧은 주기 성분이었던 것에 반해, 효고현 남부 지진에서는 가옥에 큰 피해를 주기 쉬운 주기 1-2초의 가속도 응답 스펙트럼이 도호쿠 지방 태평양 해역 지진보다 약 4배나 높았기 때문으로 추정된다.

## 관측한 지진 목록
일본 기상청은 총 7번 진도7을 관측하였다. 진도7이 관측된 것은 1995년 효고현 남부 지진부터이나 이는 1995년 이전엔 지진계가 일본 전역에 160개만 있었던 것이 이후 4,000개 이상으로 늘어났기 때문이다. 규모 M7급의 내륙지각 내 지진에서도 진도7을 관측할 수 있는 사례는 극히 제한적이며 진도 관측점의 밀도가 옅으면 진도7이 있던 범위에서 측정하지 못할 가능성이 높지만 관측점 숫자가 늘어나고 밀도가 높아지면서 진도7을 관측할 수 있는 확률이 늘어나며 관측 횟수가 늘어났다. 1996년 이후 계측을 통해 진도7을 관측한 곳도 전부 기상청 관측점 이외 다른 지점이었다.
| 발생 날짜                  | 지진 명칭                                  | 진앙                          | 지진 규모       | 진원 깊이 | 진도7 관측지역                                                                                                  | 계측진도 (기상청 계측점)                         | 계측진도 (발표지점 외 계측점)           |
| -------------------------- | ------------------------------------------ | ----------------------------- | --------------- | --------- | --- | ------------------------------------------------ | --------------------------------------- |
| 1995년 1월 17일 5시 46분   | 효고현 남부 지진(한신·아와지 대진재)       | 효고현 호쿠단정 (현 아와지시) | Mw 6.9 (Mj 7.3) | 16km      | 효고현 고베시, 아시야시, 니시노미야시, 다카라즈카시, 호쿠단정, 이치노미야정 (현 아와지시), 쓰나정 (현 아와지시) |                                                  | 6.4 (JR 타카토리), 6.49 ~ 6.6(후키아이) |
| 2004년 10월 23일 17시 56분 | 니가타현 주에쓰 지진                       | 니가타현 주에쓰 지방          | Mw 6.6 (Mj 6.8) | 13km      | 니가타현 가와구치정 (현 나가오카시)                                                                             | 6.5 (가와구치정 가와구치)                        | 6.7(6.73, K-NET 오지야)                 |
| 2011년 3월 11일 14시 46분  | 도호쿠 지방 태평양 해역 지진(동일본대진재) | 산리쿠 해역                   | Mw 9.0 (Mj 8.4) | 24km      | 미야기현 구리하라시, 도치기현 하가정                                                                            | 6.6 (구리하라시 쓰키다제초 K-NET)                | 6.5 (KiK-NET 하가정)                    |
| 2016년 4월 14일 21시 26분  | 구마모토 지진                              | 구마모토현 구마모토 지방      | Mw 6.2 (Mj 6.5) | 11km      | 구마모토현 마시키정                                                                                             | 6.6 (마시키정 미야조노)                          |                                         |
| 2016년 4월 16일 1시 25분   | 구마모토 지진                              | 구마모토현 구마모토 지방      | Mw 7.0 (Mj 7.3) | 12km      | 구마모토현 마시키정, 니시하라촌                                                                                 | 6.7 (마시키정 미야조노), 6.6 (니시하라촌 고모리) |                                         |
| 2018년 9월 6일 3시 7분     | 홋카이도 이부리 동부 지진                  | 홋카이도 이부리 지청          | Mw 6.6 (Mj 6.7) | 37km      | 홋카이도 아쓰마정                                                                                               | 6.5 (아쓰마정)                                   | 6.7(6.74, KiK-NET 오이와케)             |
| 2024년 1월 1일 16시 10분   | 노토반도 지진                              | 이시카와현 노토지방           | Mw 7.5 (Mj 7.6) | 16 km     | 이시카와현 시카정                                                                                               | 6.6 (6.69, K-NET 시카정) 6.5 (와지마시)          | 6.5 (6.58, K-NET 아나미즈)              |

## 진도7로 추정되는 지진
이 문단에서는 진도7에 해당되는 흔들림이 있었던 것으로 추정되는 지진에 대해 설명한다.
역사지진에서는 우사미(宇佐美, 1994) 교수가 에도 시대에 사용한다는 전제 하에 만든 진도 판정표 시안을 이용한다. 일반적인 주택 피해를 기준으로 하여 대저택이나 대상점이 피해를 입은 경우 한 계급 더 높게 평가한다. 또한 1980년 도쿄도가 작성한 '지진 진도 단계별 해석표'에 나온 '노후 주택'을 에도 시대 서민의 주택과 같다고 생각하고 평가하였다. 고대 기록에서 붕괴된 주택 수가 확실하게 표기되어 있을 경우 피해율('전체 붕괴된 주택 수'+0.5×'반파된 주택 수')을 총 주택 수로 나눈 것이 70% 이상일 경우 진도7로 하고, 피해율을 알 수 없거나 기록이 '모두 무너졌다', '남아있는 주택이 없었다', '완전히 무너졌다' 등 애매모호하게 적힌 경우 진도7, '과반수가 무너졌다'로 적힌 경우 진도6-7 정도로 하였다.
일본 내각부가 정한 '재해피해인정기준'에서는 기둥이 몇 차례 이상(1/20) 기울어진 경우 겉으로 보기엔 지붕이 무사해 보여도 거주가 불가능해 철거하고 재시공해야 하므로 전체 붕괴(全壊)로 처리하나, 에도 시대 기록에서 주택 붕괴(潰家)라 함은 지붕이 무너져 땅에 완전히 떨어진 상태(伏家)를 의미하므로 현대의 완전 붕괴보다 피해가 더 크다. 일본의 전통적인 재래식 공법으로 건설된 목재 주택이 30% 이상 파괴되면 진도7로 책정되나 쓰지(都司, 2012) 등은 에도 시대의 주택은 내진 설계가 안되어 있으므로 적어도 붕괴율이 20-80% 미만을 진도6강, 붕괴율 80% 이상을 진도7이라 판정하고 있다. 쓰지(都司, 2011)에서는 붕괴율 20-70% 미만을 진도6강, 붕괴율 70% 이상을 진도7로 판정하고 있다.
무라마쓰(村松, 2001)는 가옥 파괴율 30% 이상인 진도7 영역의 진도'선' 면적과 진도 사이의 관계를 분석해 logS7=1.25Mj-6.88±0.24라는 실험식을 얻어 역사지진의 대략적인 Mj 규모를 추정하고 있다. 또한 진도7의 영역은 진원 단층 부근에 있어 진도7의 분포를 통해 역사지진의 진원 단층확인 분석에 도움이 된다고 주장하고 있다.
근현대에 일어난 지진에 대해서도 진도7이 도입되지 않았던 시절 일본 기상대(현재의 일본 기상청)가 최대진도 6 이하로 측정했으나 피해 상황이 진도7급으로 추정되는 지진이나 진도7 도입 이후 지진계 관측점에서는 진도6강 이하이나 일부 지역에서는 진도7급의 흔들림이 있었던 것으로 추정되는 지진에 대해서도 나열한다. 1872년 이후 날짜는 전부 양력으로 작성한다.

### 근대적 지진 관측 이전의역사지진

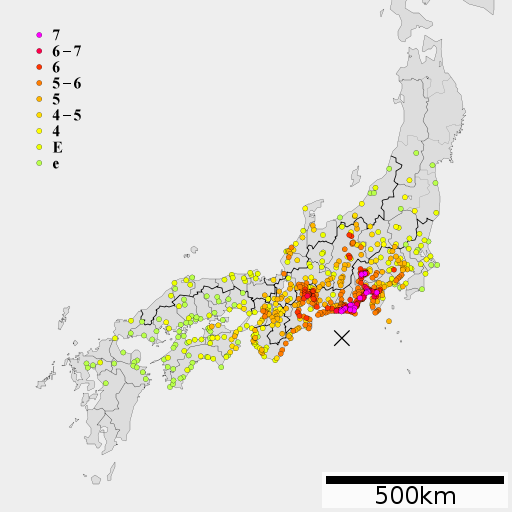
안세이 도카이 지진의 진도 분포. 가옥이 통째로 무너질 정도인 진도7(붉은 보라색)로 추정되는 지역은 하마나호 동부에서 스루가만 연안, 고후 분지에 이른다.

- 메이오 지진 (1498년 9월 20일) : 아사바 저지대 부근에서 진도7을 관측했을 가능성이 있다.
- 덴쇼 지진 (1586년 1월 18일) : 오가키성, 나가시마섬에서 진도7을 관측했을 것으로 추정된다.[47] 노비평야의 액상화 흔적을 볼 때 진도7급의 흔들림이 있었을 것으로 추정된다.[48]
- 게이초 후시미 지진 (1596년 9월 5일) : 후시미성, 하치만 등에서 진도7을 관측했을 것으로 추정된다. 효고의 항구 마을은 집 500여채가 전부 붕괴되었다는 기록을 통해 현재의 고베 인근 지역도 진도7이었을 것으로 추정된다.
- 오다와라 지진 (1633년 3월 1일) : 오다와라번 지역이 진도7이었을 것으로 추정된다.
- 간분오미-와카사 지진 (1662년 6월 16일) : 비와호 서부 대부분 지역이 진도7이었을 것으로 추정된다.
- 겐로쿠 지진 (1703년 12월 31일) : 오다와라 번 지역이 진도7이었을 것으로 추정된다.[49]
- 호에이 노시로 지진 (1704년 5월 27일) : 노시로, 하치모리 지역이 진도7이었을 것으로 추정된다.
- 호에이 지진 (1707년 10월 28일) : 후쿠로이슈쿠, 후세 지역은 견고하게 세워진 집도 전부 다 무너졌으며, 토양액상화 현상으로 물이 분출한 고치성, 나카무라 지역은 진도7이었을 것으로 추정된다.
- 호에이 후지노미야 지진 (1707년 10월 29일) : 무라야마센겐 신사, 후지산 혼구센겐 신사의 신전이 완전 붕괴되었으며 인근 가옥도 붕괴된 점을 토대로 후지노미야 지역이 진도7이었을 것으로 추정된다.
- 시나노 오타리 지진 (1714년 4월 28일) : 코타니 평야 지역이 대거 주택이 붕괴되었고 진도7급이었던 것으로 추정된다.
- 쓰가루 지진 (1766년 3월 8일) : 아부라카와 지역이 진도7급이었던 것으로 추정된다.
- 기사카타 지진 (1804년 7월 10일) : 기사카타 지역이 진도7급이었던 것으로 추정된다.
- 우고 지진 (1810년 9월 25일) : 와키모토 지역이 진도7급이었던 것으로 추정된다.
- 산조 지진 (1828년 12월 18일) : 산조 지역이 진도7급이었던 것으로 추정된다.
- 젠코지 지진 (1847년 5월 8일) : 젠코지 신사가 완전히 붕괴하였으며 인근 지역에 진도7급의 지진동이 있었던 것으로 추정된다.
- 이가우에노 지진 (1854년 7월 9일) : 기즈 지역이 진도7급이었던 것으로 추정된다.
- 안세이 도카이 지진 (1854년 12월 23일) : 미시마슈쿠-간바라슈쿠 등 스루가만 동북 연안 지역 서쪽 슨푸 등에서 진도7급의 진동을 느꼈다는 기록이 있다.
- 안세이 난카이 지진 (1854년 12월 24일) : 위의 도카이 지진과 연동하여 일어난 지진으로 신구 등의 지역에서 진도7급의 진동을 느꼈다는 기록이 있다.
- 도토미 지진 (1855년 11월 7일) : 후쿠로이 지역이 진도7급이었던 것으로 추정된다.
- 안세이 에도 지진 (1855년 11월 11일) : 혼조 등의 에도 일부 지역은 가옥붕괴율이 94%에 달하는 등 진도7급의 극심한 재해를 입었다.
- 히에쓰 지진 (1858년 4월 9일) : 아도쓰가와 단층 바로 위에 있던 지역은 가옥붕괴율이 100%에 달했다.
- 하마다 지진 (1872년 3월 14일) : 하마다 지역이 진도7급이었던 것으로 추정된다.

### 근대적 지진 관측 이후 근현대지진

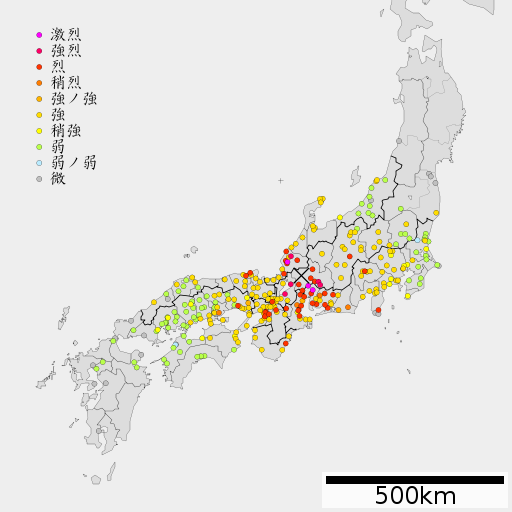
노비 지진의 일본 각지 진도 분포. 중앙기상대 원부의 지진 보고에 따른다.

- 노비 지진 (1891년 10월 28일, Mw8.0) : 직하형지진 중 가장 큰 규모인 Mw8.0을 기록한 지진으로 당시 4개 계급 '미-약-강-열'진 중 가장 높은 열진으로 책정되었으나 사베정, 오타시마무라촌, 시가와정에서는 '격렬' 지진이라 표기하였다.[50] 미노-오와리 지역에 진도7을 관측한 것으로 추정되며,[51] 네오다니 단층 위에 위치한 모토스군, 기소 삼강 합류점에서는 주택이 100% 파괴된 곳도 있었다.[52]
- 쇼나이 지진 (1894년 10월 22일, Mw7.0) : 히라타촌을 중심으로 쇼나이 평야에 진도7로 추정되는 지역이 분포한 것으로 보인다.[53]
- 리쿠 지진 (1896년 8월 31일, Mw7.2) : 일부 지역엔 진도7에 해당하는 흔들림이 있었던 것으로 추정된다.[54]
- 아키타 센보쿠 지진 (1914년 3월 15일, Mw7.1) : 코와쿠비촌에서 진도7을 느낀 것으로 추정된다.[55]
- 간토 대지진 (1923년 9월 1일, Mw7.9) : 가나가와현에서 지바현 보소반도 충적지대를 중심으로 진도7급의 흔들림을 느꼈으며,[56] 가나가와현 및 보소반도 서부 일부 지역은 주택 파괴 비율이 70%을 넘은 구역이 많았다.[57]
- 기타탄고 지진 (1927년 3월 7일, Mw7.3) : 미네야마정과 노다가와정에서는 주택 파괴 비율이 90%를 넘겼으며 단층대 인근 지역은 진도7급의 진동이 있었을 것으로 추정된다.[52][3]
- 기타이즈 지진 (1930년 11월 26일, Mw7.3) : 진원역 단층대 인근 10km 이내 지역은 진도7급의 진동이 있었을 것으로 추정된다.[3]
- 오가 지진 (1939년 5월 1일, Mw6.6) : 오가반도 중앙부는 진도7급의 진동이 있었던 것으로 추정된다.[58]
- 돗토리 지진 (1943년 9월 10일, Mw7.2) : 돗토리 평야 중심부의 주택 파괴율이 30%를 넘겼다.[3]
- 쇼와 도난카이 지진 (1944년 12월 17일, Mw7.9) : 후쿠치촌, 후쿠로이시를 중심으로 진도7급의 진동이 있었던 것으로 추정된다.[59]
- 미카와 지진 (1945년 1월 13일, Mw6.8) : 하즈군의 정촌(현재의 니시오시)에 진도7급의 진동이 있었던 것으로 추정된다.[60]
- 후쿠이 지진 (1948년 6월 28일, Mw7.1) : 후쿠이의 지진 피해가 그동안의 지진에 비해 월등히 컸던 것이 진도7의 도입 배경이 되었다.[61] 후쿠이평야를 중심으로 주택 파괴율 30% 이상 지역이 광범위했으며, 진원 단층 인근 지역은 주택 파괴율이 80%에 달했다.[3] 후쿠이평야 북부의 정촌에서는 주택 파괴율이 98-100%를 기록했다.[4]

이외에도 1925년 기타타지마 지진, 1941년 나가노 지진이 주택 파괴율 30% 이상인 지역이 있었던 것으로 추정된다.

### 진도7 도입 이후 근현대지진
- 도카치 해역 지진 (1952년 3월 4일, Mw8.2) : 중앙기상대 '지진조사' 원부에 따르면 오쓰 위탁기상관측소에서는 '파괴된 주택이 많다'며 진도7로 보고했으나 이후 진도5로 정정하여 발표하였다.[62]

이외에도 1949년 이마이치 지진, 1968년 에비노 지진, 1975년 오이타현 중부 지진에서도 주택 30% 이상이 파괴되어 진도7 진도선으로 둘러싸인 지역이 일부 있었다.

### 계측진도 진도7 도입 이후 지진
- 돗토리현 서부 지진 (2000년 10월 6일, M7.3) : 방재과학기술연구소 KiK-Net에서는 히노 지진관측계에서 계측진도 6.6을 관측하였다.[63]
- 후쿠오카현 서쪽 해역 지진 (2005년 3월 20일, Mj7.0) : 도쿄대학지진연구소의 미야케 히로에라 연구팀은 여진 관측 기록을 바탕으로 본진의 지진 진동을 시뮬레이션 한 결과 일부 지역에서 진도7(계측진도 6.5)의 진동이 있었다는 연구결과를 발표했다.[64][65]
- 노토반도 지진 (2007년 3월 25일, M6.9) : 주택이 완전 붕괴된 곳이 많았으며 일부 지역에서 진도7급의 진동이 있었던 것으로 추정된다.[66]
- 니가타현 주에쓰 해역 지진 (2007년 7월 16일, M6.8) : 가시와자키 가리와 원자력 발전소 내에 있는 지진계에서 진도7 상당(계측진도 6.5)의 진동을 관측했다.[67]
- 이와테·미야기 내륙지진 (2008년 6월 14일, M7.2) : 이와테현 오슈시에 있는 이시부치 댐에서 진도7급의 흔들림을 관측했다.[68]
- 나가노현 북부 지진 (2011년 3월 12일, M6.7) : 일본 기상청의 추정진도 분포도에서 나가노현-니가타현 경계 지역에 진도7급의 흔들림이 있었던 것으로 추정하고 있다.[69]
- 미야기현 해역 지진 (2011년 4월 7일, M7.2) : 일본 기상청의 추정진도 분포도에 따르면 후쿠시마현 이와키시에서 진도7급의 흔들림이 있었던 것으로 추정하고 있다.
- 후쿠시마현 하마도리 지진 (2011년 4월 11일, M7.0) : 일본 기상청의 추정진도 분포도에 따르면 후쿠시마현 이와키시에서 진도7급의 흔들림이 있었던 것으로 추정하고 있다.[70]
- 후쿠시마현 나카도리 지진 (2011년 4월 12일, M6.4) : 일본 기상청의 추정진도 분포도에 따르면 후쿠시마현 이와키시에서 진도7급의 흔들림이 있었던 것으로 추정하고 있다.[71]
- 나가노현 가미시로 단층 지진 (2014년 11월 22일, M6.7) : 나가노현 일부 지역에서 진도7급의 흔들림이 있었던 것으로 추정하고 있다.[72]
- 야마가타현 해역 지진 (2019년 6월 18일, M6.7) : 야마가타현 쓰루오카시 고이아가와 지구에서는 묘비들이 전부 쓰러졌으며 이 정도의 진동은 대략 진도7급의 흔들림이 있었던 것으로 추정하고 있다.[73]
- 후쿠시마현 해역 지진 (2021년 2월 13일, M7.3) : 방재과학기술연구소의 크라이시스 리스폰스 사이트에 따르면 미야기현 와타리군 야마모토정에서 진도 7로 추정되는 영역이 존재한다.[74] 또한 이 지진은 도호쿠 지방 태평양 해역 지진의 여진 가운데 하나이기도 하다.
- 후쿠시마현 해역 지진 (2022년 3월 16일, M7.4) : 방재과학기술연구소의 크라이시스 리스폰스 사이트에 따르면 후쿠시마현 구니미정과 고오리정에서 진도 7로 추정되는 영역이 존재한다.[75]
- 오쿠노토 지진 (2023년 5월 5일, M6.5) : 방재과학기술연구소에서 발표한 추정진도분포지도에 따르면 이시카와현 스즈시에서 진도7에 해당하는 흔들림을 관측했을 가능성이 있다고 추정했다.[76]

## 같이 보기
- 일본 기상청 진도 계급
- 초거대지진
- 해구형 지진
- 진도 (지진)

### 내용주
1. ↑  일본 효고현 고베시 주오구에 있는 고베카이요 기상소의 지진계에서는 계측 진도 6.4였고 스모토시의 지진계는 손상되었지만 진도6 전후로 나왔다.
2. ↑  14일 지진에서는 속보 시점에서 진도7로 발표되었으나, 16일 지진에서는 데이터를 전송하지 못하고 나중에 회수한 지진계에서 진도7 이상의 계측진도를 관측한 것이 드러났다.
3. ↑  JR 타카토리(JR鷹取)의 지진계로 진도6급 지진을 관측했으며 1995년 현지 조사를 통해 진도7로 격상되었다.
4. ↑  KiK-net 하가(KiK-net芳賀) 지진계에서 관측한 진도로 기상청 발표엔 인정되진 않았으나 진도7급의 진동을 관측하였다.